# Call-by-Call
Call-by-Call (CbC) bezeichnet die Möglichkeit, Telefongespräche oder Internetverbindungen über einen anderen Anbieter als den Telefonanschluss-Anbieter zu führen. Der Telefonanschluss wird dabei vom Teilnehmernetzbetreiber betrieben, während die Gesprächs- oder Internetverbindung im Fall des Call-by-Call durch einen abweichenden Verbindungsnetzbetreiber hergestellt wird. Für den Verbraucher ergibt sich dadurch die Möglichkeit, auf einfache Weise andere – oft günstigere – Anbieter zu verwenden. Der Begriff Call-by-Call ist ein Scheinanglizismus, der eigentliche englische Terminus lautet Dial-Around-Service, deutsch sinngemäß „Den (eigentlich) zugeordneten Dienst durch Wahl umgehen“, wörtlich „umwählen“.
Im Fall eines Telefongesprächs wählt der Anrufer vor der eigentlichen Rufnummer die Verbindungsnetzbetreiberkennzahl. Diese Sonderrufnummer wird umgangssprachlich auch Sparvorwahl, Vorvorwahl oder Call-by-Call-Nummer genannt. Diese Nummern sind in Deutschland nach dem Muster 010xy bzw. 0100xy, in Österreich 10xy und in der Schweiz 107xy und 108xy aufgebaut.
Im Fall des Zugangs zum Internet wird die Einwahlnummer des gewünschten Anbieters gewählt. Die Zugangsdaten – insbesondere der Benutzername und das Passwort – sind für alle Benutzer gleich und werden vom Internet Service Provider offen publiziert, was eine schnelle und unkomplizierte Nutzung ermöglicht.

## Deutschland
Das reguläre Call-by-Call-Verfahren stand in Deutschland ausschließlich an Festnetz-Telefonanschlüssen des etablierten Anschlussbetreibers Deutsche Telekom zur Verfügung. Das Verfahren wurde 1998 vom Gesetzgeber eingeführt, um die Marktmacht (damalige Monopolstellung) der Deutschen Telekom zu brechen. Wählte man keine Call-by-Call-Vorwahl vor, wurde das Gespräch über den für den Anschluss voreingestellten Verbindungsnetzbetreiber (VNB) geführt. Ohne durch den Teilnehmer beauftragte (gebührenpflichtige) Änderung war dies die Deutsche Telekom. Das Verfahren wurde Ende 2024 eingestellt.

### Vollanschlüsse alternativer Anbieter
Über andere Anschlussbetreiber als die Telekom (z. B. Arcor und zahlreiche lokale Telefongesellschaften) ist das Telefonieren mittels gewöhnlichem 010xx-Call-by-Call nicht möglich. An Telefonanschlüssen einiger alternativer Netzbetreiber (z. B. HanseNet, Versatel) sind spezielle 0900-Call-by-Call-Anbieter verwendbar. Über sämtliche alternativen Festnetzanbieter kann Callthrough genutzt werden. Bei Callthrough-Angeboten, die 0180- und 0700-Rufnummern verwenden, erfolgt die Nutzung – wie beim im Deutschland verbreiteten offenen Call-by-Call üblich – anmeldefrei und die Gebühren für die Weitervermittlung durch den Callthrough-Anbieter sind in diesem Fall bereits durch den einheitlichen Verbindungspreis zu diesen Sonderrufnummern abgegolten. Callthrough-Angebote mit 0800- oder geografischen Festnetz-Einwahlnummern bieten meist ein höheres Sparpotential, setzen aber eine Anmeldung voraus und die Rechnungsstellung erfolgt separat durch den Callthrough-Anbieter. Mit der steigenden Verbreitung von DSL-Breitbandzugängen sind auch zunehmend IP-Telefonie und Web-basierte Telefonie als Call-by-Call-Alternativen in Gebrauch.

### Call-by-Call im Ortsnetz
Bei Call-by-Call im eigenen Ortsnetz muss die eigene Vorwahl nicht mitgewählt werden (Ausnahme: Anbieter mit 0900xy-Nummer). Es genügt hier, nach der Netzkennzahl gleich die Rufnummer zu wählen. Wenn also ein Telefonkunde in Berlin einen anderen Anschluss in Berlin über die Netzkennzahl 010xy erreichen will, dann wählt er einfach 010xy 12345678. Dabei gilt nur der Bereich mit derselben Vorwahl als Ortsnetz. Der Nahbereich, also Verbindungen in benachbarte Ortsnetze, der bei der Telekom ebenfalls zum Ortstarif abgerechnet wird, gilt bei den Call-by-Call-Anbietern meist als Fernbereich; dabei ist jedoch zu beachten, dass aufgrund von vom Gesetzgeber gezielt errichteten Markteintrittsbarrieren die Wettbewerbsintensität für Call-by-Call im Ortsnetz deutlich geringer ist, womit für Ortsnetz-übergreifende Verbindungen wesentlich mehr Anbieter zur Verfügung stehen und die günstigsten Angebote für solche Fernverbindungen meist unterhalb des Preisniveaus für Ortsgespräche liegen.

### Call-by-Call im Mobilfunk
In Deutschland steht Call-by-Call im Mobilfunk nicht zur Verfügung. Wie auch bei Vollanschlüssen von Telekom-Wettbewerbern können alternativ Callthrough und Callback genutzt werden. Verschiedene Anbieter stellen solche Dienste bereit. Je nach Anbieter wird, mit oder ohne zusätzliche Software, unter Verwendung von speziellen (teilweise kostenfreien) Einwahlnummern die gewünschte Verbindung ähnlich komfortabel wie beim Call-by-Call im Festnetz hergestellt. Bei Softwarelösungen ist darauf zu achten, dass zusätzliche Kosten für die GPRS-Datenverbindung anfallen. Diese können aufgrund von ungünstigen Datentarifen (häufig werden stets große Datenblöcke von mindestens 10 KB – 100 KB je Datennutzung abgerechnet) nicht unerheblich sein. Die häufigste Verwendung finden derartige Dienste bei Telefonaten ins Ausland und in die jeweils anderen Mobilfunknetze – umgangssprachlich auch „Fremdnetze“ genannt.

### Neue Formen des Call-by-Call
Durch die starke Nutzung von Breitband-Anschlüssen etabliert sich IP-Telefonie immer mehr als neue Form des Call-by-Call.
Der Router, der für die Breitband-Anschlüsse den Computer mit dem Internet verbindet, dient hier als Vermittler für IP-Telefonie. So wird IP-Telefonie zum Call-by-Call: Für Mobilfunk, Auslandsgespräche oder für einzelne Destinationen/einzelne Rufnummern können jeweils verschiedene IP-Telefonie-Anbieter genutzt und dadurch die günstigsten Tarife gewählt werden. Die Verbindungspreise bleiben hier, anders als die oft stündlich wechselnden Call-by-Call-Tarife, meist über einen längeren Zeitraum konstant. In Bezug auf Mobilität ist IP-Telefonie flexibler als das klassische Call-by-Call. Während Call-by-Call nur dort möglich ist, wo ein Telekom-Telefonanschluss vorhanden ist, braucht die IP-Telefonie lediglich einen Breitbandzugang (anbieterunabhängig).

### Geschichte
In Deutschland ist Call-by-Call seit der Aufhebung des Fernsprechmonopols der Deutschen Telekom am 1. Januar 1998 für Ferngespräche (Ortsnetz-übergreifende Verbindungen; Verbindungen zu Anschlüssen mit anderer Ortsvorwahl) möglich (siehe auch Telekommunikationsrecht). In den ersten Jahren war es wiederholt der Fall, dass Call-by-Call-Anbieter den Kundenansturm zu Spitzennutzungszeiten unterschätzt hatten, mit dem Kapazitätsausbau nicht nachkamen oder Leitungskapazitäten absichtlich knapp kalkuliert wurden (Überbuchung). Folge war, dass das Verbindungsnetz des Anbieters überlastet war (Gassenbesetzt).
Am 25. April 2003 wurde dieses Verfahren nach jahrelangem erbittertem Widerstand der nationalen Regulierungsorgane gegen die EU-Richtlinie 98/61/EG in Deutschland als EU-weit letztem Land auch für Verbindungen im gleichen Ortsnetz (also zu Anschlüssen mit der gleichen Vorwahl) eingeführt; zuvor war schon seit 2001 über eine Regulierungslücke mittels der 0190-0-Sonderrufnummergasse Call-by-Call für Verbindungen im Ortsnetz möglich. Durch eine technische Lücke der Vermittlungsrechner der Deutschen Telekom konnten Ortsgespräche mittels Anwahl der Rufnummern im internationalen Format (etwa 010xx-0049-30-12345678 für eine Rufnummer in Berlin) über einige Anbieter bereits von 1998 bis zur Schließung der Lücke im Zuge der sogenannten Carrier Selection Phase II im Juli 2000 vermittelt werden.
Ehemals war über die alternativen Anschlussanbieter wie Arcor, NetCologne oder Versatel die Nutzung von Call-by-Call möglich, wobei die Telekom als einziger Call-by-Call-Anbieter zur Verfügung stand (Call-by-Call Selection T-Com), der zudem eine Anmeldung verlangte. Zum Juli 2005 stellte die Telekom ihr Call-by-Call-Angebot ein, so dass heute über diese Anschlüsse nur noch Callthrough, Callback und teilweise 0900-Call-by-Call möglich ist.
Der rechtliche Zwang für die Deutsche Telekom, Call-by-Call zu ermöglichen, lief 2019 aus. Danach verständigte sich diese zunächst mit dem Verband der Anbieter von Telekommunikations- und Mehrwertdiensten (VATM) auf eine Fortsetzung. Mangels erneuter Einigung endet Call-by-Call in Deutschland jedoch Ende 2024.
Der Höhepunkt an Nutzung von CbC & Prelection war in den Jahren 2004 und 2005, mit zusammen fast 1/3 aller vom Festnetz ausgehenden Gesprächs-Minuten. Sieben Jahre später war der Anteil nur noch ~6 % und kurz vor Ende >1 % (Jahr 2023). Nur CbC betrachtet lag der Höhepunkt bei schätzungsweise ~20 % Anteil (entspricht 42 - 48 Mrd. Min. / Jahr).

### Call-by-Call-Internetzugang, Internet-by-Call
Diese Call-by-Call-Variante wird von Internetprovidern genutzt, um Kunden anmeldefreie schmalbandige Einwahl-Internetzugänge mittels Modem bzw. ISDN zur Verfügung zu stellen. In diesem Fall spricht man von Internet-by-Call. Für dessen Nutzung gibt es Programme (Software Least Cost Router genannt), die dem Anwender helfen, Tarife zu finden und zu verwalten.

### Preissprünge und fragwürdige Geschäftsmethoden
Manchem Anbieter lag weniger an Kundenbindung als vielmehr an kurzfristigen Gewinnen: Mit günstigen Lockangeboten wurden die Einwahlnummern des Call-by-Call-Anbieters bekannt gemacht, um nach einer gewissen Zeit drastisch erhöhte Gebühren oder ungewollte Clubmitgliedschaften abzurechnen. In diesem Zusammenhang wurden auch Abrechnungstakte auf bis zu zehn Minuten verlängert, was kurze Gespräche extrem verteuert. Weithin bekannt gewordene Beispiele sind die PM2 Telecommunication GmbH (01056 bis 2009, dann Insolvenz; ab 2013 unter dem neuen Namen Arcinum GmbH) sowie die 3U Telecom GmbH (01078).
Deshalb beschäftigten die Geschäftsmethoden manches Unternehmens im Bereich Call-by-Call und Internet-by-Call regelmäßig Verbraucherschutzzentralen und Gerichte, siehe auch Telekommunikationsunternehmen in der Kritik.
Beim Internet-Call-by-Call haben einzelne Amtsgerichte nach Preissprüngen auf das Dreißigfache oder Hundertfache auf Wucher entschieden. Das Landgericht Wiesbaden reduzierte 2008 eine Rechnung der 01075 Telecom GmbH über ein sechsminütiges Gespräch zu einer Schweizer Spezialnummer von 241,32 € auf 3,50 €.
Um für die Anrufer trotz der marktüblichen kurzfristigen Preisänderungen mehr Kostentransparenz und -sicherheit herzustellen, schalteten andere Anbieter kostenfreie Preisansagen zu Beginn der Anrufsignalisierung oder garantierten ihre Tarife für einen bestimmten Zeitraum. Mit der Novellierung des Telekommunikationsgesetzes im Mai 2012 müssen die Preise zu Beginn des Telefonats bei Call-by-Call-Dienstleistungen angesagt werden. Für Internet-by-Call gilt diese Regel nicht.
Aufgrund einer Klage eines Call-by-Call-Anbieters vor dem Bundesverfassungsgericht wurde jedoch die zeitnahe Umsetzung der Tarifansage verhindert. Die Pflicht zur Tarifansage hätte nach der Unterschrift von Bundespräsident Joachim Gauck im Mai 2012 umgesetzt werden sollen. Der verzögerte Start zur gesetzlichen Verpflichtung einer Tarifansage war somit der 1. August 2012. Dem TKG zufolge muss seitdem jeder Call-by-Call-Anbieter eine Tarifansage schalten, die über sämtliche Preisbestandteile der Verbindung informiert, d. h., dass auch Einmalentgelte oder Taktung angesagt werden müssen. Anders als zuvor üblich darf es während einer laufenden Call-by-Call-Verbindung keine Tarifwechsel geben.

### Rolle der Deutschen Telekom
Call-by-Call-Gespräche werden oft über die Telefonrechnung der Deutschen Telekom AG abgerechnet. Dabei hat die Deutsche Telekom AG zwei Rollen:
- Sie ist Lieferant für ihre eigenen Dienstleistungen und fordert zu deren Bezahlung auf.
- Sie ist als Teilnehmernetzbetreiber das Inkassounternehmen für die anderen Verbindungsnetzbetreiber.

Damit gibt es einen ständigen Interessenkonflikt: Zahlt beispielsweise ein Kunde seine Rechnung nicht vollständig, so kommt es oft vor, dass sich die Telekom selbst zu 100 % aus der Zahlung befriedigt, die anderen Verbindungsnetzbetreiber (die auch ihre Konkurrenten sind) sich dagegen mit dem nicht ausreichenden Rest zufriedengeben müssen. Schlägt eine schriftliche Anweisung an die Deutsche Telekom, erst ihre Konkurrenten zu befriedigen und dann sich selbst, fehl, dann sperren die Konkurrenten unter Umständen ihr Verbindungsnetz für den Kunden, obwohl er sich korrekt an die Weisung der alternativen Verbindungsnetzbetreiber gehalten hat, an die Deutsche Telekom zu bezahlen statt an den alternativen Verbindungsnetzbetreiber direkt.
Die Deutsche Telekom war bis Mitte 2005 selbst Anbieter von Call-by-Call an Anschlüssen alternativer Anschlussbetreiber.

### Aktuellen Betreiber feststellen
Bis zur Beendigung des Call-by-Call-Verfahrens erhielt man durch Wählen der folgenden Nummern eine kostenlose Ansage mit der Information darüber, über welchen Anbieter man aktuell seine Orts- bzw. Fernverbindungen führte:
- 0310 bei Fernverbindungen
- 0311 bei Ortsverbindungen

Diese Nummern sind inzwischen abgeschaltet.
Wählte man vor diesen Rufnummern indes zunächst eine Call-By-Call-Vorwahl, erfuhr man, ob über diese Vorwahl Orts- bzw. Fernverbindungen geführt werden können.

## Ländervergleich
Anmeldefreies Call-by-Call und die Abrechnung der Call-by-Call-Verbindungen über die Telefonrechnung des Telefonanschlussanbieters sind Besonderheiten der deutschen Festnetz-Marktregulierung, die in anderen Ländern nicht verfügbar sind.
In Großbritannien ist der Begriff Call-by-Call nicht bekannt, dort benutzt man stattdessen den Begriff „indirect access“ (IA), was dem deutschen „registrierten Call by Call“ entspricht. Internationale Billig-Vorwahlen nennt man dial around oder dial around service. Während in anderen Ländern (beispielsweise in Finnland) Call-by-Call auch via Mobiltelefon genutzt werden kann, ist das in Deutschland nicht möglich.

## Call-by-Call im Vergleich mit alternativen Anbieterauswahlmöglichkeiten

### Vergleich mit Preselection
Während beim sogenannten Call-by-Call (CbC) vor jeder zu wählenden Telefonnummer die Wahl einer CbC-Nummer (VBNKZ, 010xy- bzw. 0100xy-Nummer) nötig ist, entfällt diese bei Preselection. Obwohl man zunächst durch die Preselection auf einen Netzbetreiber festgelegt ist, kann man bei Bedarf diese durch Verwendung einer anderen CbC-Nummer umgehen (technisch Override).
Kann eine Call-by-Call-Vorwahl ohne vorherige Anmeldung vorgewählt werden, spricht man von offenem Call-by-Call oder auch echtem Call-by-Call. In diesem Fall erfolgt die Abrechnung mit der Rechnung des Anschlussbetreibers (i. A. der Telekom). Einige Call-by-Call-Anbieter bieten die Verwendung ihrer Vorwahl nur Kunden an, die sich zuvor angemeldet haben (geschlossenes Call-by-Call, registriertes Call-by-Call, Call-by-Call mit Anmeldung). Vorteile sind die Möglichkeiten der Anbieter, Leitungsauslastungen besser einschätzen und eigene Rechnungen stellen zu können, sowie, dass die Kunden bei Tarifänderungen benachrichtigt werden können. Es gibt auch Verbindungsnetzbetreiber, die sowohl anmeldefreies, echtes Call-by-Call als auch spezielle anmeldepflichtige Call-by-Call-Tarife anbieten.
Rechtlich handelt es sich bei jeder mittels echtem, anmeldefreiem, offenem Call-by-Call hergestellten Verbindung um einen eigenen Vertrag, während bei Call-by-Call mit Anmeldung und Preselection ein Vertrag mit dem Anbieter darüber abgeschlossen wird, dass sämtliche vom vereinbarten Telefonanschluss aus über den Verbindungsnetzbetreiber hergestellten Verbindungen zu einem bestimmten Tarif abgerechnet werden.

### Vergleich mit Callthrough bzw. Callingcards
Das Telefonieren mit Calling-Cards und Callthrough wird oft als Möglichkeit genutzt, wo Call-by-Call durch einen festen Anschlusswechsel nicht mehr zur Verfügung steht. Bei Calling-Cards wird meist eine Karte im Prepaid-Verfahren gekauft und die Verbindungen dann über 0800-Rufnummern geführt. Der Vertrieb der Calling-Cards ist durch die Provisionen teurer und deshalb meist weniger attraktiv für den Kunden als Callthrough. Der Anrufer muss sich meist durch die Eingabe einer PIN authentifizieren, um den Anruf einem Kunden zuordnen zu können. Dieses Verfahren entspricht deshalb im Vergleich eher einem geschlossenen Call-by-Call.
Bei Callthrough erfolgt die Anbieterwahl durch die Anwahl einer kostenpflichtigen Rufnummer (ohne PIN-Eingabe), die später über den eigenen Anbieter abgerechnet wird. Es entspricht deshalb eher einem offenen Call-by-Call ohne Anmeldung. Allerdings zahlt der Anrufer hier bereits für die Wahl der Zielrufnummer, auch wenn die Gegenstelle nicht abhebt. In beiden Fällen ist der Hauptunterschied zum Call-by-Call-Verfahren, dass technisch zwei Verbindungen aufgebaut werden, die Verbindung zum Anbieter und eine zweite Verbindung vom Anbieter zum Zielanschluss, die bei erfolgreicher Verbindung zusammengeschaltet werden.

### Alternative SIP-Anschlüsse bei VoIP
Bei Internettelefonie (IP-Telefonie) wird der Anruf zunächst durch das Internet zum Anbieter geleitet, bevor er diesen über ein Netz-Gateway ins Telefonnetz weiterleitet. Dieser Umstand ermöglicht es dem Anrufer, zusätzlich zum gewählten Anbieter sich bei weiteren VoIP-Anbietern anmelden zu können. Es handelt sich dabei technisch und organisatorisch um unabhängige Telefonanschlüsse. Die Buchung einer eigenen Telefonnummer wird aus Kostengründen meist nur optional angeboten, da sie für ausgehende Gespräche nicht benötigt wird.
Bei den meisten üblichen DSL-Routern ermöglicht ein integrierter SIP-Adapter den Anschluss von mindestens zwei analogen Telefonen, wodurch eine Konfiguration möglich ist, dass eingehende Gespräche über beide Anschlüsse geführt werden können und durch das Einstecken des Telefons in einen dieser Anschlüsse (oder den Anschluss mehrerer analoger Telefone) der Anbieter für abgehende Gespräche gewählt werden kann. Viele SIP-Adapter (z. B. die meisten Fritz!Box-Modelle) bieten zudem die Möglichkeit, VoIP-Konten und Anschlüsse wahlfrei einander zuzuordnen. In Verbindung mit Wahlregeln kann das Gerät so programmiert werden, dass z. B. Festnetznummern, Mobilfunkanschlüsse und Auslandsgespräche jeweils über einen per Wahlregel definierten Anbieter geführt werden. Einige VoIP-Anbieter bieten darauf abgestimmte Tarife an, die z. B. Mobiltelefonie besonders günstig ermöglichen.
Eine hardwareunabhängige Möglichkeit ist die Installation eines Softphones auf dem Computer, das vor jedem Anruf die Wahl eines konfigurierten Anbieters ermöglicht. Die Abrechnung ist je nach Anbieter im Prepaid- oder Postpaid-Verfahren möglich. Eine Nutzung ohne Anmeldung ist ausgeschlossen, da es keinen organisatorischen Zusammenhang mit einem Hauptanbieter gibt, der die Rechnungsstellung übernehmen kann.
Zusätzlich kann man Telefongespräche direkt über das Internet (also ohne Telefonnetz) zwischen zwei Teilnehmern führen, sofern dem Anrufer eine SIP-Adresse des Angerufenen bekannt ist und externe SIP-Anfragen unterstützt werden. Es ist eher mit Internetdiensten wie z. B. Skype vergleichbar. Mit herkömmlichen Telefonen ist diese Direktverbindung möglich, sofern der SIP-Adapter ein Telefonbuch bietet, dessen Einträge per Kurzwahl vom Telefon aus erreichbar sind. Da jedoch das standardisierte und zu anderen Anbietern kompatible SIP-Protokoll verwendet wird, ist bei Anrufen über das Telefonnetz eine freie Anbieterwahl möglich.